# هنری هریسون ریجز
هنری هریسون ریجز (Henry H. Riggs ‏ ۲ مارس ۱۸۷۵ – ۱۷ اگوست ۱۹۴۳) یک مبلغ مذهبی مسیحی اهل سیواس و شاهد نسل‌کشی ارمنی‌ها بود؛ که در زمان قتل‌عام ارامنه. در الازیغ مستقر بود.
او بعدها تجارب شخصی اش در هارپوت، ۱۹۱۷–۱۹۱۵، را در کتابی تحت عنوان «تراژدی ارامنه» منتشر کرد و گزارش‌های مهم عینی از نسل‌کشی ارامنه را بیان نمود و نتیجه گرفت که تبعید و کشتار ارامنه، بخشی از یک برنامه نابودی سازمان یافته توسط دولت عثمانی است. 
این کتاب یکی از دقیق‌ترین گزارش‌های نسل‌کشی ارمنی‌ها در زبان انگلیسی محسوب می‌شود.
پدرش، ادوارد ریجز نیز یک مبلغ مذهبی و برادرش، ارنست ویلسون ریجز، رئیس کالج فرات بود.
او به زبان‌های ارمنی، ترکی و انگلیسی تسلط داشت و صحبت می‌کرد. و کتاب انجیل را به زبان‌های عربی و کردی ترجمه کرد.

## زندگی و کار
هنری هریسون ریجز در ۲ مارس ۱۸۷۵ در یک خانواده مسیحی در سیواس، امپراتوری عثمانی متولد شد.
پدرش، ادوارد ریجز نیز یک مبلغ مذهبی بود.
او در سال ۱۸۸۹ به کلیسای مرزیفون پیوست.
سپس به ایالات متحده سفر کرد و تحصیلات خود را در کالج کارلتون در نورثفیلد، مینه‌سوتا، و دپارتمان علمی منطقی آبرن ادامه داد و در سال ۱۹۰۲ فارغ‌التحصیل شد. 
در همان سال، ریگز توسط هیئت کمیسیون‌های آمریکایی برای مأموریت‌های خارجی هیئت‌های نمایندگی‌های خارجی (ABCFM)، برای تبلیغ، از امریکا به ترکیه اعزام شد.
ریجز پس از ورود به امپراتوری عثمانی تحصیلات خود را در دانشکده آمریکایی تالاس در نزدیکی کایسری ادامه داد؛ و در نهایت از سال ۱۹۰۳ تا ۱۹۱۰ رئیس دانشکده ارمنی فرات شد؛ و پس از آن، به الازیغ رفت و کارش را در آنجا شروع کرد.
برادرش، ارنست ویلسون ریجز، او را به عنوان دبیر کالج فرات در سالهای ۱۹۱۰ تا ۱۹۲۱ منصوب، و در خدمت امداد خاورمیانه شرکت کرد و سپس به معاونت جیمز لوی بارتون، و پس از آن به ریاست هیئت کمیسیون‌های آمریکایی برای مأموریت‌های خارجی هیئت‌های نمایندگی‌های خارجی (ABCFM) از ۱۹۲۱ تا ۱۹۳۲ منصوب شد.
در همین حال، هنری ریجز، مطالعات قومی خود در مورد مسیحیان را که علاقه اش بود، ادامه داد؛ و کتاب انجیل را به زبان‌های عربی و کردی ترجمه کرد.
او در سپتامبر ۱۹۲۳ به بیروت، لبنان اعزام شد و کار تبلیغ مسیحیت خود را در میان پناهندگان ارمنی در لبنان و سوریه ادامه داد؛ و به‌طور همزمان در دانشکده الهیات خاورمیانه در بیروت تدریس می‌کرد.  و در نهایت، به عنوان دبیر اجرایی شورای مسیحی خاورمیانه در هیئت کمیسیون‌های آمریکایی برای مأموریت‌های خارجی خدمت کرد.
هنری در سال ۱۹۴۰، برای تحصیل دخترانش، به اتفاق خانواده، به آبرندیل، ماساچوست رفت.
او در سال ۱۹۴۳ به بیروت بازگشت و در نهایت در اورشلیم بیمار شد و در پی همین بیماری، در سن ۶۸ سالگی، در ۱۷ اوت ۱۹۴۳ در شهر اورشلیم درگذشت. 
هنری هریسون ریجز در طول زندگی اش، سه بار ازدواج کرد.
اولین همسرش، انی تریسی بود که در سال ۱۹۰۵، یک سال پس از ازدواج، فوت کرد.
دومین بار، در سال ۱۹۰۷، با اما بارنوم ازدواج کرد. اما، در سال ۱۹۱۷ درگذشت.
همسر سومش انی دنیسون ریجز بود او ۱۹ سال بعد، در سال ۱۹۴۹، در سن ۶۲ سالگی درگذشت. 
همسر سوم هنری ریجز، انی دنیسون ریجز، مادر روت الیزابت ریجز استینر و هلن سارا ریجز رایس، بود.
او به زبان‌های ارمنی، ترکی و انگلیسی تسلط داشت و صحبت می‌کرد.

## نسل‌کشی ارمنی‌ها

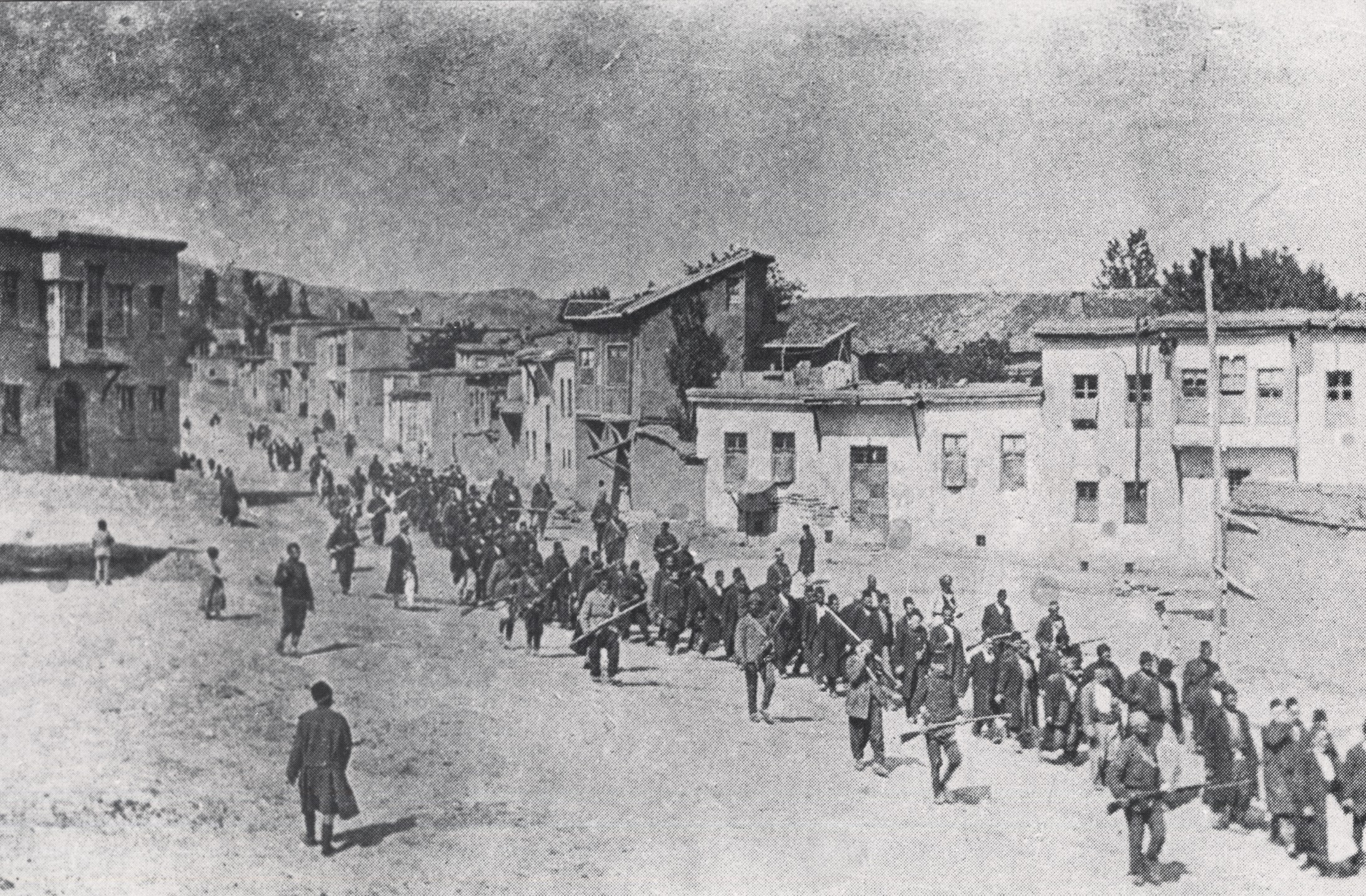
همراهی سربازان مسلح عثمانی با غیر نظامیان ارمنی، که در اسارت آنها هستند؛ از طریق هارپوت و الازیغ قضاء ولایت معمورةالعزیز، برای انتقال به تبعیدگاه که در گزارش هنری هریسون ریجز ثبت شده‌است

هنری ریجز اولین بار در مورد تبلیغات تبلیغاتی که توسط دولت پیش از وارد شدن به جنگ جهانی اول آغاز شده بود نوشت.
او به یاد می‌آورد که «مقامات ترکیه به صورت سنتی شروع به ساختار دارای خصومت کردند» و تلاش کردند که داستان‌های بزرگی را به اثبات برسانند که ارامنه امنیت ارضی کشور را تهدید می‌کند.
او اعلام کرد که پرونده‌هایی علیه ارامنه مطرح شده بود و در نهایت «در ذهن مردم ترکیه در آماده سازی جنایاتی بود که باید دنبال کنند».
نوشته‌های ریجز بیشتر در مورد اقدامات دفاع شخصی ارمنی‌ها در پاسخ به کشتار جمعی مورد توجه قرار گرفت.

او در یکی از یادداشت‌هایش چنین نوشت:
 از بین رفتن وان توسط روس‌ها، از طریق فعالیت و شجاعت ارامنه، یک تصور عظیم ایجاد کرد.
اما بعدها معلوم شد که ارامنه تنها پس از اینکه ترک‌ها بسیاری از آنها را کشتند، در دفاع از خود اقدام کردند. شیوع بیماری در نقاط مختلف گزارش شد و بعضی از اینها، به ویژه در منطقه دیاربکر، به اندازه ای واقعی، خطرناک و شدید بودند که تعداد قربانیان آن، بیشتر از کشتار متجاوزان بود. 
هنگامی که نسل‌کشی ارامنه آغاز شد، تبعید و دستگیری ارامنه به صورت گسترده‌ای شدت یافت.

ریگز می‌نویسد:
 واضح بود که سرنوشت وحشتناکی برای ارمنی‌ها برنامه‌ریزی شده بود، اما تاکنون هیچ اشاره ای به آنچه که به سرنوشت آنها مربوط است، ارائه نشده‌است. تا ۲۰ ژوئن چند صد نفر ارمنی پیشرو در زندان بودند و در آن روز صد و پنجاه نفر از زندان هارپوت به مزارع الازیغ فرستاده شدند؛ و سه روز بعد برای کشتار اعزام شدند. در روز ۲۶ ژوئن پاسخ استعلام والی‌ها در رابطه با بازداشت‌های اولیه بدست شان رسید و در مکان‌های عمومی منتشر شد و در خیابان‌ها و نمایندگی‌های سراسر شهرهای ارمنی نشین اعلام شده‌است. همه ارامنه و سوری‌های ساکن در هارپوت و مجاورت باید به مقصد در بین‌النهرین تبعید شوند. این اعلامیه در روز شنبه نوشته شد و همه مردم دستور داشتند که در روز پنج شنبه، برای تبعید، دست به کار شوند.
ریگز به‌طور دقیق، فرایند خروج از بازداشت و زندان و چگونگی تبعید را شرح داد:

آنها حدود ۱۰ مایلی بزرگراه را رفتند و سپس به طرف راست حرکت کردند و به طرف کوه‌ها رفتند؛ و پس از عبور از یال (کوه)، آنها به داخل یک دره عمیق به طرف پائین رفتند و در جایی که آنها دستور دادند، بر روی زمین نشستند؛ و زمانی که همه آنها نشسته بودند، در همین حال، نگهبانان، با تفنگ‌ها و سرنیزه‌های خود، به جان آنها افتادند و یک قصابی وحشتناک را آغاز کردند که تصورش نیز دشوار است؛ بنابراین کشتار بسیار وسیع بود، و در حالی که ژاندارم‌ها به کار وحشتناک خود مشغول بودند، فقط سه یا چهار نفر موفق به فرار از آنجا شدند. این فراریان پراکنده و پنهان شده بودند، اما توسط نگهبانان، تعقیب، و پس از یافتن در مخفیگاه، شکار می‌شدند. یکی از فراریان با کمک یک مرد جوان موفق به فرار شد. مرد جوانی که نامش را فاش نمی‌کند، چون او هنوز در ترکیه زندگی می‌کند، او در یک شب تاریک این کار را انجام داد، سپس تلاشی را برای یافتن مکانی امن آغاز کرد، اما راه خود را در تاریکی شب گم کرد تمام شب را سرگردان بود، بدون اینکه مسیر درست را بداند. در نهایت، هنگامی که سپیده دم آشکار شد، دوباره راه خود را پیدا کرد و خودش را به بیمارستان آمریکایی‌ها رساند. 

رانده شده به مرگ، تهدید شده، خشمگین شده، گرسنه و ناپدید شده با تشنگی است، نمی‌توان به آن فکر کرد که اکثریت قریب به اتفاق از میزبان خسته از کنار جاده به مرگ می‌افتد؛ و از کسانی که فرار کردند و راه خود را به ما رساندند، بسیاری از آنها بیش از آنکه بتوان شرایط بدشان را توصیف نمود، ضعیف شده بودند و بسیاری دیگر از کسانی که از این مصیبت جان سالم به در برده بودند، کسانی از افراد خانواده‌شان را از دست داده بودند. مادرانی که موفق شدند برای کمک به ما روی بیاورند، گفتند که چگونه با دستان خود، فرزندانشان را به رودخانه پرتاب کرده‌اند، تا شاهد زجر کش شدن فرزندان شان بر اثر گرسنگی و خشک شدن سینه‌های خالی شان نباشند، همان‌طور که خودشان گرسنه بودند
 - هری ریگز دربارهٔ وضعیت تبعیدشدگان نوشته‌است

در تابستان ۱۹۱۵، هنری هریسون ریجز، اردوگاه‌های ترانزیت تبعید شدگان آواره را با استفاده از یک تلسکوپ مشاهده کرد و نوشت که "برای اکثر زنان و کودکان، رنج‌های طولانی و مداومی برقرار بود، تا جایی که کشتار و قتل‌عام، برای آنها رحمت به‌شمار می‌آمد. همانند همان سرنوشت شومی که توسط قاتلان برایشان پیش‌بینی و برنامه‌ریزی شده بود.

ریجز در قسمتی از یادداشت‌های خود نوشت:
من از حقیقت حرف می‌زنم. حقیقت وحشتناکی که توسط عاملان این وحشت، دولت حاکم، این جنایت هولناک را توسط جوانان ترک انجام داده‌است. "
بعنوان یک تبعیدی، ریجز در مورد تبعید و قتل‌عام بعدی ارامنه در صحرای سوریه اینطور نوشت:
 شواهد بسیار خوبی برای این باور وجود دارد که هر دو محل جنایت وجود دارد. اردوگاه رأس‌العین، که یک منطقه کوهستانی و صحرایی است، مردم به محض اینکه این روستاها را ترک کردند، قتل‌عام شدند. در آغاز دوره مورد بحث، یعنی در ابتدای سال ۱۹۱۶، در این ناحیه تبعید حدود ۴۸۵٬۰۰۰ ارمنی وجود داشت. پانزده ماه بعد، پس از اتمام آخرین اخراج، بیش از ۱۱۳٬۰۰۰ نفر از این تجمع‌ها نتوانستند قرار بگیرند. از ۳۷۲۰۰۰ نفر که بیشترین مرگ را داشتند از گرسنگی و بیماری جان باختند، اما در هزاران مورد نیز قتل‌عام صورت گرفت، زمانی که ظاهراً دولت ترکیه از اتهام اجرای نظریه اخراج خسته شده بود. 
ریجز معتقد بود که اخراج ارمنی‌ها بخشی از یک برنامه انهدام است که توسط دولت عثمانی برگزار شد و نتیجه گرفت که: 
 سوءاستفاده‌ها و قتل ارامنه عادی در طی این «تبعید» بیش از حد مستمر بوده‌است که به عنوان تخفیف‌های ساده یک سیاست رسمی رسمی خوشایند انتقال جمعیت رها شده‌است. 

ریجز سپس می‌افزاید: "حمله به مردم ارمنی، که به زودی به یک تلاش منظم برای نابودی نژاد تبدیل شد، یک اقدام خونسردانه و غیرمنتظره و عمدی بود که توسط استادان نظامی ترکیه برنامه‌ریزی شده و بدون تصویب مردمی اجرا شد. 
ریجز سپس در ماه ژوئیه در مورد مصادره اموال ارمنی‌ها در ترکیه نوشت:
 شما نمی‌توانید از پنجره بیرون را نگاه کنید، بدون اینکه کسی را در خیابان ببینید که راه می‌رود و نوعی بار غارت، خرید یا دزدی از خانه‌های ارمنی را در اختیار داشته باشد. 
هنری ریجز پس از تأسیس جمهوری ترکیه معتقد بود که «ترکیه خود را بر اساس مبانی جدا از نژادهای مسیحی بازسازی کرد»  و در دهه‌های ۱۹۴۳ پس از پایان نسل‌کشی ارمنی ادامه داد:
در طول دهه گذشته، مردم ترکیه، و به ویژه رهبران آن، گناهکار بوده و جنایات شوم تاریخی را در سال ۱۹۱۵ مرتکب شده‌اند. تغییر حاکمیت در ترکیه، نه تنها این جنایت را بدون مجازات گذاشت، بلکه در ذهن احتمالاً اکثریت ترک‌ها، حوادث وحشتناکی که دنبال می‌کردند، با شکوه اعلام شده بود. 